# كيفن أونيل (كاتب)
كيفن أونيل (بالإنجليزية: Kevin O'Neill)‏ هو فنان قصص مصورة وكاتب سيناريو بريطاني، ولد في 1953 في لندن في المملكة المتحدة.

## وصلات خارجية
- كيفن أونيل على موقع IMDb (الإنجليزية)
- كيفن أونيل على موقع كينوبويسك (الروسية)